# Ildefonso Velasco
Ildefonso Velasco (Temascalcingo, Estado de México, México, ? – 1884) fue un médico y profesor mexicano.
Hijo de Felipe Velasco y María Antonia Gómez Obregón, era hermano del pintor José María Velasco y del también médico Antonio Velasco.
Ocupó en una época la dirección del Hospital de Jesús. Fue maestro de la Cátedra de Clínica interna, que se impartía a los alumnos de tercer año en el hospital de San Andrés, que entre 1861 y 1904 fue la Escuela Nacional de Medicina.
En 1884 organizó un Congreso Higiénico Pedagógico, convocado por el Consejo Superior de Salubridad, con la intención de que la educación no marginara las reglas higiénicas. Como resultado de este congreso se discutió y estudió un nuevo método de enseñanza en las escuelas de medicina: el establecimiento y manejo de lazaretos y la forma más conveniente de lograr una adecuada difusión de la vacuna de la viruela.
Investigó y escribió varios artículos sobre gastroenterología. Algunas de sus aportaciones están plasmadas en el primer libro de gastroenterología publicado en México, Enfermedades del aparato digestivo, de 1898, cuyo autor fue Eduardo Lamicq y Díaz.
En 1884 murió siendo aún presidente del Concejo Superior de Salubridad. En 1885 lo substituyó en la presidencia Eduardo Liceaga.

## Homenaje póstumo
Una calle de la Colonia Doctores, en la Ciudad de México lleva su nombre.